# Férfi egyéni műkorcsolya az 1964. évi téli olimpiai játékokon
Az 1964. évi téli olimpiai játékokon a műkorcsolya férfi egyéni versenyszámát február 3. és 6. között rendezték. Az aranyérmet az Egyesült Német Csapat versenyzője, Manfred Schnelldorfer nyerte. A Magyarországot képviselő Ébert Jenő a 21. helyen végzett.

## Eredmények
Kilenc bíró pontozta a versenyzőket. A pontok alapján a bírók mindegyikénél külön-külön kialakult egy sorrend, az egyes szakaszokban (kötelező elemek, kűr) és az összesítésnél is, ez egy helyezési pontszámot is jelentett. Az egyes szakaszok, valamint az összesítés eredménye a következő kritériumok alapján alakult ki:
1. „Többségi helyezések száma”. Az a versenyző végzett előrébb, akit a bírók többsége előrébb rangsorolt. A bírók többsége azt jelentette, hogy a legjobb 5 helyezést adó bíró helyezési pontszámait vették figyelembe, de ha az 5. bíró helyezésével még volt azonos helyezés, akkor az(oka)t is figyelembe vették. Ezt az adatot tartalmazza az oszlop. (Pl. a „6×3+” azt jelenti, hogy a versenyző 6 bírónál az első 3 hely valamelyikén végzett.)
2. „Többségi helyezések összege” (a figyelembe vett bírók helyezési pontszámainak összege)
3. „Helyezések összege” (az összes bíró helyezési pontszámainak összege)
4. „Pont” (az összes bíró által adott összpontszám)
5. A kötelező elemek pontszáma

### Kötelező elemek
A kötelező programot február 3.-án rendezték. A pontszám az első figura pontszámának négyszeresének, a 2., 3. figura pontszámának ötszörösének, és a 4., 5. figura pontszámának hatszorosának összege.
| Hely. | Versenyző             | Nemzet                      | Többségi helyezések száma | Többségi helyezések összege | Helyezések összege | Pont   |
| ----- | --------------------- | --------------------------- | ------------------------- | --------------------------- | ------------------ | ------ |
| 1.    | Manfred Schnelldorfer | Egyesült Német Csapat (EUA) | 7×2+                      | 11,0                        | 17,0               | 1027,1 |
| 2.    | Karol Divín           | Csehszlovákia (TCH)         | 5×2+                      | 7,0                         | 20,0               | 1018,6 |
| 3.    | Alain Calmat          | Franciaország (FRA)         | 7×3+                      | 15,0                        | 23,0               | 1008,3 |
| 4.    | Scot Allen            | Egyesült Államok (USA)      | 7×4+                      | 22,0                        | 32,0               | 990,8  |
| 5.    | Emmerich Danzer       | Ausztria (AUT)              | 6×5+                      | 28,0                        | 49,0               | 941,2  |
| 6.    | Monty Hoyt            | Egyesült Államok (USA)      | 8×7+                      | 52,0                        | 60,0               | 923,5  |
| 7.    | Donald Knight         | Kanada (CAN)                | 5×7+                      | 30,0                        | 81,5               | 911,9  |
| 8.    | Szató Nobuo           | Japán (JPN)                 | 6×8+                      | 44,0                        | 81,5               | 912,4  |
| 9.    | Peter Jonas           | Ausztria (AUT)              | 5×10+                     | 47,5                        | 105,5              | 891,6  |
| 10.   | Ralph Borghard        | Egyesült Német Csapat (EUA) | 5×11+                     | 46,0                        | 102,0              | 892,1  |
| 11.   | Giordano Abbondati    | Olaszország (ITA)           | 6×12+                     | 60,0                        | 106,5              | 888,9  |
| 12.   | Sepp Schönmetzler     | Egyesült Német Csapat (EUA) | 5×12+                     | 49,0                        | 107,0              | 891,9  |
| 13.   | Thomas Litz           | Egyesült Államok (USA)      | 5×12+                     | 49,5                        | 112,5              | 886,9  |
| 14.   | Robert Dureville      | Franciaország (FRA)         | 5×13+                     | 55,0                        | 117,5              | 880,3  |
| 15.   | Hywel Evans           | Nagy-Britannia (GBR)        | 6×15+                     | 55,0                        | 120,5              | 882,0  |
| 16.   | Charles Snelling      | Kanada (CAN)                | 5×14+                     | 54,5                        | 124,5              | 883,7  |
| 17.   | Wolfgang Schwarz      | Ausztria (AUT)              | 5×16+                     | 68,0                        | 144,0              | 863,6  |
| 18.   | Malcolm Cannon        | Nagy-Britannia (GBR)        | 5×17+                     | 75,5                        | 150,0              | 861,2  |
| 19.   | Bill Neale            | Kanada (CAN)                | 7×19+                     | 123,0                       | 163,0              | 851,0  |
| 20.   | Markus Germann        | Svájc (SUI)                 | 6×20+                     | 116,0                       | 179,5              | 823,2  |
| 21.   | Philippe Pelissier    | Franciaország (FRA)         | 6×21+                     | 121,0                       | 189,0              | 813,8  |
| 22.   | Ébert Jenő            | Magyarország (HUN)          | 5×22+                     | 109,0                       | 201,5              | 797,1  |
| 23.   | Ondrej Nepela         | Csehszlovákia (TCH)         | 6×22,5+                   | 129,5                       | 198,5              | 796,6  |
| 24.   | Peter Grütter         | Svájc (SUI)                 | 9×24+                     | 214,5                       | 214,5              | 755,6  |
| –     | Wouter Toledo         | Hollandia (NED)             | nem indult                |                             |                    |        |
| –     | Valerij Meskov        | Szovjetunió (URS)           | nem indult                |                             |                    |        |

### Kűr
A kűrt február 6-án rendezték. A pontszám a bírók által adott pontok 8,6-szorosa.
| Hely. | Versenyző             | Nemzet                      | Többségi helyezések száma | Többségi helyezések összege | Helyezések összege | Pont  |
| ----- | --------------------- | --------------------------- | ------------------------- | --------------------------- | ------------------ | ----- |
| 1.    | Manfred Schnelldorfer | Egyesült Német Csapat (EUA) | 6×2+                      | 9,0                         | 22,5               | 889,8 |
| 2.    | Thomas Litz           | Egyesült Államok (USA)      | 6×3+                      | 11,0                        | 35,0               | 877,8 |
| 3.    | Emmerich Danzer       | Ausztria (AUT)              | 6×3+                      | 13,5                        | 26,5               | 882,8 |
| 4.    | Scot Allen            | Egyesült Államok (USA)      | 6×3,5+                    | 14,0                        | 27,5               | 882,8 |
| 5.    | Alain Calmat          | Franciaország (FRA)         | 5×4,5+                    | 16,5                        | 47,0               | 868,2 |
| 6.    | Peter Jonas           | Ausztria (AUT)              | 5×6+                      | 26,0                        | 59,5               | 860,4 |
| 7.    | Ralph Borghard        | Egyesült Német Csapat (EUA) | 5×7,5+                    | 32,5                        | 72,5               | 850,1 |
| 8.    | Sepp Schönmetzler     | Egyesült Német Csapat (EUA) | 5×7,5+                    | 33,0                        | 71,5               | 851,2 |
| 9.    | Karol Divín           | Csehszlovákia (TCH)         | 6×9+                      | 48,5                        | 86,0               | 844,2 |
| 10.   | Szató Nobuo           | Japán (JPN)                 | 6×11+                     | 55,5                        | 97,5               | 833,8 |
| 11.   | Donald Knight         | Kanada (CAN)                | 5×11+                     | 44,0                        | 96,5               | 834,7 |
| 12.   | Monty Hoyt            | Egyesült Államok (USA)      | 5×12+                     | 48,5                        | 106,5              | 832,0 |
| 13.   | Wolfgang Schwarz      | Ausztria (AUT)              | 6×13,5+                   | 66,5                        | 111,5              | 832,3 |
| 14.   | Bill Neale            | Kanada (CAN)                | 5×13,5+                   | 60,0                        | 129,5              | 816,7 |
| 15.   | Charles Snelling      | Kanada (CAN)                | 6×15+                     | 73,5                        | 124,0              | 821,8 |
| 16.   | Giordano Abbondati    | Olaszország (ITA)           | 5×15+                     | 69,0                        | 145,0              | 799,5 |
| 17.   | Ondrej Nepela         | Csehszlovákia (TCH)         | 6×18,5+                   | 104,0                       | 161,5              | 793,5 |
| 18.   | Ébert Jenő            | Magyarország (HUN)          | 5×18,5+                   | 75,0                        | 158,0              | 789,8 |
| 19.   | Robert Dureville      | Franciaország (FRA)         | 5×19+                     | 85,0                        | 168,5              | 779,7 |
| 20.   | Peter Grütter         | Svájc (SUI)                 | 5×21+                     | 90,0                        | 183,0              | 761,6 |
| 21.   | Philippe Pelissier    | Franciaország (FRA)         | 5×21+                     | 93,0                        | 185,5              | 760,0 |
| 22.   | Hywel Evans           | Nagy-Britannia (GBR)        | 5×21+                     | 95,0                        | 184,5              | 758,1 |
| 23.   | Markus Germann        | Svájc (SUI)                 | 5×21+                     | 103,0                       | 192,0              | 754,8 |
| 24.   | Malcolm Cannon        | Nagy-Britannia (GBR)        | 9×24+                     | 208,5                       | 208,5              | 726,3 |

### Végeredmény
| Helyezés | Versenyző             | Nemzet                      | Helyezési pontszámok bírónként | Helyezési pontszámok bírónként | Helyezési pontszámok bírónként | Helyezési pontszámok bírónként | Helyezési pontszámok bírónként | Helyezési pontszámok bírónként | Helyezési pontszámok bírónként | Helyezési pontszámok bírónként | Helyezési pontszámok bírónként | Több. hely. száma | Több. hely. össz. | Hely. össz. | Pont   |
| Helyezés | Versenyző             | Nemzet                      | 1                              | 2                              | 3                              | 4                              | 5                              | 6                              | 7                              | 8                              | 9                              | Több. hely. száma | Több. hely. össz. | Hely. össz. | Pont   |
| -------- | --------------------- | --------------------------- | ------------------------------ | ------------------------------ | ------------------------------ | ------------------------------ | ------------------------------ | ------------------------------ | ------------------------------ | ------------------------------ | ------------------------------ | ----------------- | ----------------- | ----------- | ------ |
| Arany    | Manfred Schnelldorfer | Egyesült Német Csapat (EUA) | 1,0                            | 2,0                            | 1,0                            | 3,0                            | 1,0                            | 1,0                            | 1,0                            | 2,0                            | 1,0                            | 6×1+              | 6                 | 13          | 1916,9 |
| Ezüst    | Alain Calmat          | Franciaország (FRA)         | 3,0                            | 1,0                            | 2,0                            | 1,0                            | 3,0                            | 2,0                            | 4,0                            | 3,0                            | 3,0                            | 8×3+              | 18                | 22          | 1876,5 |
| Bronz    | Scot Allen            | Egyesült Államok (USA)      | 2,0                            | 3,0                            | 3,0                            | 2,0                            | 2,0                            | 5,0                            | 3,0                            | 1,0                            | 5,0                            | 7×3+              | 16                | 26          | 1873,6 |
| 4.       | Karol Divín           | Csehszlovákia (TCH)         | 4,0                            | 4,0                            | 4,0                            | 4,0                            | 4,0                            | 4,0                            | 2,0                            | 4,0                            | 2,0                            | 9×4+              | 32                | 32          | 1862,8 |
| 5.       | Emmerich Danzer       | Ausztria (AUT)              | 5,0                            | 5,0                            | 5,0                            | 5,0                            | 5,0                            | 3,0                            | 5,0                            | 5,0                            | 4,0                            | 9×5+              | 42                | 42          | 1824,0 |
| 6.       | Thomas Litz           | Egyesült Államok (USA)      | 10,0                           | 8,0                            | 11,0                           | 6,0                            | 6,0                            | 6,0                            | 6,0                            | 12,0                           | 12,0                           | 5×8+              | 32                | 77          | 1764,7 |
| 7.       | Peter Jonas           | Ausztria (AUT)              | 6,0                            | 6,0                            | 6,0                            | 13,0                           | 14,0                           | 8,0                            | 10,0                           | 9,0                            | 7,0                            | 5×8+              | 33                | 79          | 1752,0 |
| 8.       | Szató Nobuo           | Japán (JPN)                 | 8,0                            | 9,0                            | 7,0                            | 9,0                            | 12,0                           | 9,0                            | 9,0                            | 10,0                           | 15,0                           | 6×9+              | 51                | 88          | 1746,2 |
| 9.       | Donald Knight         | Kanada (CAN)                | 12,0                           | 7,0                            | 9,0                            | 7,0                            | 7,0                            | 13,0                           | 11,0                           | 6,0                            | 13,0                           | 5×9+              | 36                | 85          | 1746,6 |
| 10.      | Monty Hoyt            | Egyesült Államok (USA)      | 11,0                           | 10,0                           | 10,0                           | 8,0                            | 11,0                           | 7,0                            | 7,0                            | 7,0                            | 10,0                           | 7×10+             | 59                | 81          | 1755,5 |
| 11.      | Ralph Borghard        | Egyesült Német Csapat (EUA) | 9,0                            | 12,0                           | 12,0                           | 11,0                           | 8,0                            | 10,0                           | 8,0                            | 14,0                           | 6,0                            | 5×10+             | 41                | 90          | 1742,2 |
| 12.      | Sepp Schönmetzler     | Egyesült Német Csapat (EUA) | 7,0                            | 11,0                           | 8,0                            | 14,0                           | 13,0                           | 11,0                           | 12,0                           | 8,0                            | 8,0                            | 6×11+             | 53                | 92          | 1743,1 |
| 13.      | Charles Snelling      | Kanada (CAN)                | 16,0                           | 13,0                           | 16,0                           | 12,0                           | 9,0                            | 16,0                           | 13,0                           | 11,0                           | 11,0                           | 6×13+             | 69                | 117         | 1705,5 |
| 14.      | Giordano Abbondati    | Olaszország (ITA)           | 22,0                           | 17,0                           | 15,0                           | 10,0                           | 10,0                           | 15,0                           | 15,0                           | 13,0                           | 14,0                           | 7×15+             | 92                | 131         | 1688,4 |
| 15.      | Wolfgang Schwarz      | Ausztria (AUT)              | 15,0                           | 15,0                           | 13,0                           | 16,0                           | 15,0                           | 12,0                           | 14,0                           | 18,0                           | 9,0                            | 7×15+             | 93                | 127         | 1695,9 |
| 16.      | Bill Neale            | Kanada (CAN)                | 13,0                           | 16,0                           | 17,0                           | 15,0                           | 17,0                           | 18,0                           | 16,0                           | 15,0                           | 16,0                           | 6×16+             | 91                | 143         | 1667,7 |
| 17.      | Robert Dureville      | Franciaország (FRA)         | 14,0                           | 14,0                           | 18,0                           | 17,0                           | 16,0                           | 14,0                           | 17,0                           | 17,0                           | 21,0                           | 7×17+             | 109               | 148         | 1660,0 |
| 18.      | Hywel Evans           | Nagy-Britannia (GBR)        | 17,0                           | 19,0                           | 14,0                           | 22,0                           | 18,0                           | 17,0                           | 18,0                           | 16,0                           | 18,0                           | 7×18+             | 118               | 159         | 1640,1 |
| 19.      | Markus Germann        | Svájc (SUI)                 | 23,0                           | 22,0                           | 23,0                           | 19,0                           | 19,0                           | 19,0                           | 22,0                           | 20,0                           | 19,0                           | 5×20+             | 96                | 186         | 1578,0 |
| 20.      | Malcolm Cannon        | Nagy-Britannia (GBR)        | 19,0                           | 21,0                           | 19,0                           | 20,0                           | 20,0                           | 21,0                           | 20,0                           | 23,0                           | 24,0                           | 5×20+             | 98                | 187         | 1587,5 |
| 21.      | Ébert Jenő            | Magyarország (HUN)          | 18,0                           | 20,0                           | 21,0                           | 21,0                           | 23,0                           | 22,0                           | 21,0                           | 22,0                           | 20,0                           | 6×21+             | 121               | 188         | 1586,9 |
| 22.      | Ondrej Nepela         | Csehszlovákia (TCH)         | 21,0                           | 23,0                           | 22,0                           | 23,0                           | 21,0                           | 20,0                           | 19,0                           | 19,0                           | 22,0                           | 7×22+             | 100               | 190         | 1590,1 |
| 23.      | Philippe Pelissier    | Franciaország (FRA)         | 20,0                           | 18,0                           | 20,0                           | 18,0                           | 22,0                           | 23,0                           | 24,0                           | 21,0                           | 23,0                           | 6×22+             | 97                | 189         | 1573,8 |
| 24.      | Peter Grütter         | Svájc (SUI)                 | 24,0                           | 24,0                           | 24,0                           | 24,0                           | 24,0                           | 24,0                           | 23,0                           | 24,0                           | 17,0                           | 9×24+             | 208               | 208         | 1517,2 |